# Kurt Adler
Kurt Adler (Jindřichův Hradec (destijds Neuhaus geheten), 1 maart 1907 – Butler (New Jersey), 21 september 1977) was een Boheems-Amerikaanse dirigent, muziekpedagoog en pianist. Zijn ouders waren het Joods echtpaar Vitěszlav Adler en Olga Fürthová.

## Levensloop
Adler kreeg zijn eerste muzieklessen van de cantor van de synagoge in Jindřichův Hradec, Jakob Fürnberg. Aanvankelijk ging hij naar de Duitse school in Malé Radouňce, toen Klein-Radeinles geheten. Later ging hij in Sušice (destijds Schüttenhofen geheten) naar school. Hij vertrok in 1918 naar Atzgersdorf bij Wenen, waar hij zijn opleiding kreeg aan het Academisch Gymnasium Wien, aan het Beethovenplein gelegen. Zijn muziekleraar Prof. Richard Robert ontdekte het muzikale talent van Adler. Verder kreeg hij lessen van Fanny Böhm-Kramer, Alexander Manhart en Karl Ignaz Weigl. Vanaf 1925 studeerde hij aan de Universiteit van Wenen filosofie en daarnaast muziek bij Guido Adler, Wilhelm Fischer en Ferdinand Foll.
Vanaf 1927 ging hij naar de Staatsopera Berlijn en werd assistent van de dirigent Hermann Weigert (1890-1955) en later van Erich Kleiber (1890-1956). In 1929 werkte hij met George Szell en Max Rudolf samen. Van 1929 tot 1932 was hij gedurende drie seizoenen dirigent aan het Nové německé divadlo (Nieuwe Duitse Theater) in Praag.
Vanwege zijn opstelling tegenover het Nationaalsocialisme vertrok hij in 1933 naar Wenen, waar hij de Wiener Philharmoniker in de Musikvereinssaal dirigeerde. Maar in hetzelfde jaar vertrok hij naar Kiev waar hij tot 1935 dirigent aan de Staatsopera was. In 1934 en 1935 dirigeerde hij verder het symfonisch orkest van het Conservatorium van Kiev. Van 1935 tot 1937 dirigeerde hij het Filharmonisch orkest van Stalingrad (nu Wolgograd). Verder was hij docent aan het muziek-conservatorium in Stalingrad.
In 1938 emigreerde hij via Wenen en Nederland, samen met de cellist Emanuel Feuermann naar de Verenigde Staten. Van 1943 tot 1945 was hij assistent-dirigent, van 1945 tot 1973 dirigent van de Metropolitan Opera Chorus en van 12 januari 1951 gedurende 17 seizoenen dirigent van de Metropolitan Opera.

## Publicaties
- The art of accompanying and coaching a Phonetics and diction in singing, Minneapolis, University of Minnesota Press, 1965 (ook in Frans, Spaans en Duits vertaald).
- Operatic Anthology; vol.1, Soprano : Celebrated Arias Selected from Operas by Old and Modern Composers in five volumes Kurt Adler. Milwaukee : Hal Leonard, 2002, 332 p. ISBN 0-7935-2582-9
- Operatic Anthology; vol. 2, Mezzo-Soprano and Alto : Celebrated Arias Selected from Operas by Old and Modern Composers in five volumes, Kurt Adler, Milwaukee : Hal Leonard, 2002, 277 p., ISBN 0-7935-2587-X
- Operatic Anthology; vol. 3, Tenor : Celebrated Arias Selected from Operas by Old and Modern Composers in five volumes, Kurt Adler. Milwaukee : Hal Leonard, 2002, 245 p.
- Operatic Anthology; vol. 4, Baritone : Celebrated Arias Selected from Operas by Old and Modern Composers in five volumes, Kurt Adler, Milwaukee : Hal Leonard, 2002, 278 p.
- Operatic Anthology; vol. 5, Bass : Celebrated Arias Selected from Operas by Old and Modern Composers in five volumes, Kurt Adler, Milwaukee : Hal Leonard, 2002, 267 p. ISBN 0-7935-4707-5